# Provincia de Tocopilla
La provincia de Tocopilla es una de las tres en las que está dividida la región de Antofagasta, siendo la que se ubica más al norte de la región. Tiene una superficie de 16.385,2 km² y posee una población de 29.684 habitantes. Su capital provincial es la ciudad de Tocopilla.

## Geografía
El territorio de la provincia se extiende desde la precordillera hasta las planicies litorales. Su clima y vegetación son más bien áridos, además de poseer una amplia variedad topográfica: la precordillera, se localiza en el extremo este con grandes elevaciones, valles y planicies abruptas; la pampa del Tamarugal, en la meseta central; la cordillera de la Costa, que se presenta alta y maciza, descendiendo abruptamente como un farellón costero sobre las estrechas planicies litorales.

### Climatología
La provincia presenta un clima desértico en toda su extensión, sin embargo sus temperaturas y nivel de humedad varían según su ubicación. La costa presenta abundantes nublados y una casi nula vegetación; el territorio característico de la zona que es la pampa del Tamarugal tiene gran aridez y sequedad, además de escasos cursos fluviales; en la precordillera hay bajas temperaturas y una gran sequedad. La vegetación característica es de cactáceas y xerófitas. 

## Economía
En 2018, la cantidad de empresas registradas en la provincia de Tocopilla fue de 274. El Índice de Complejidad Económica (ECI) en el mismo año fue de -0,98, mientras que las actividades económicas con mayor índice de Ventaja Comparativa Revelada (RCA) fueron Sistemas de Juegos de Azar Masivos (273,75), Fabricación de Motores, Generadores y Transformadores Eléctricos (155,69) y Transmisión de Energía Eléctrica (125,34).
El complejo portuario de Tocopilla genera una importante actividad económica asociada a las explotaciones salitreras en las ciudades de María Elena y Pedro de Valdivia. En Tocopilla se ubica la termoeléctrica más importante y que abastece sectores importantes del norte grande de Chile. En la misma ciudad la actividad agropecuaria disminuyó considerablemente producto de la sobreexplotación de los recursos pesqueros.

## Comunas
La provincia está constituida por 2 comunas:
| Código | Comuna      | Capital     | Superficie (km²) | Población (2017) | porcentaje de la población total de la provincia de Tocopilla (%) |
| ------ | ----------- | ----------- | ---------------- | ---------------- | ----------------------------------------------------------------- |
| 02301  | Tocopilla   | Tocopilla   | 4 038,8          | 25 186           | 79,59%                                                            |
| 02302  | María Elena | María Elena | 12 197           | 6 457            | 20,41%                                                            |
| Total  | Total       | Total       | 16 235,8         | 31 643           | 100%                                                              |

## Autoridades

### Gobernadores Provinciales (1990-2021)

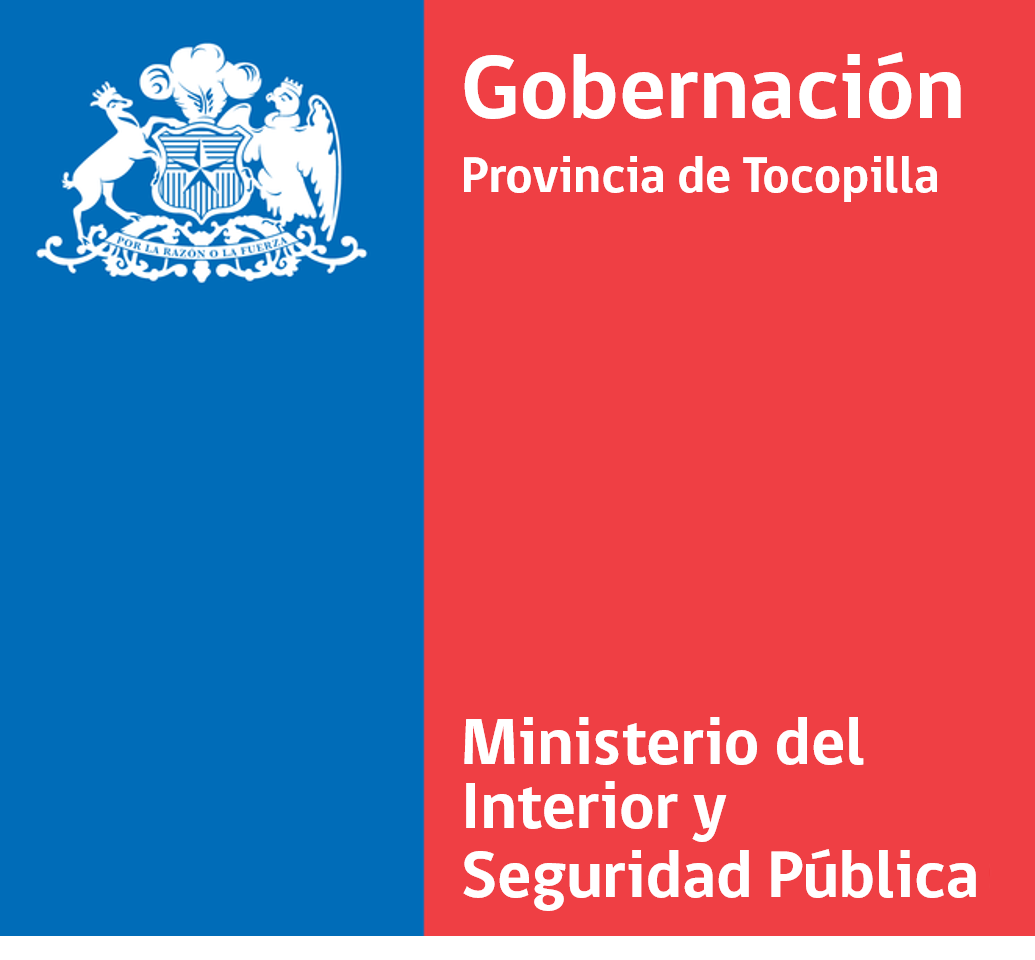
Logotipo de la Gobernación de la Provincia de Tocopilla hasta 2021.

Los siguientes han sido los gobernadores provinciales de Tocopilla.
| Gobernador(a)                  | Partido | Partido | Inicio                   | Final                   | Presidente(a) | Presidente(a)           |
| ------------------------------ | ------- | ------- | ------------------------ | ----------------------- | ------------- | ----------------------- |
| Norma Tejada Palacios          |         | PDC     | 11 de marzo de 1990      | 1991                    |               | Patricio Aylwin         |
| Alfredo Castillo Ramírez       |         | PDC     | 25 de septiembre de 1991 | 11 de marzo de 1994     |               | Patricio Aylwin         |
| Marcos Montenegro Carmona      |         | PDC     | 11 de marzo de 1994      | 11 de marzo de 2000     |               | Eduardo Frei Ruíz-Tagle |
| Jorge Peralta Villagra         |         | PDC     | 11 de marzo de 2000      | 28 de diciembre de 2001 |               | Ricardo Lagos           |
| Cristián Castro Muñoz          |         | PDC     | 28 de diciembre de 2001  | 11 de marzo de 2006     |               | Ricardo Lagos           |
| Edgardo Solís Núñez            |         | PRSD    | 11 de marzo de 2006      | - 9 de abril de 2008    |               | Michelle Bachelet       |
| Evans Pool Pérez               |         | PRSD    | 9 de abril de 2008       | 8 de julio de 2009      |               | Michelle Bachelet       |
| Elvis Jeraldo Galarce (s)      |         | PRSD    | 10 de octubre de 2009    | 11 de marzo de 2010     |               | Michelle Bachelet       |
| Giovanna Rossi Bizjak          |         | Ind.    | 17 de marzo de 2010      | 26 de julio de 2012     |               | Sebastián Piñera        |
| Vacante                        | Vacante | Vacante | 26 de julio de 2012      | 6 de diciembre de 2012  |               | Sebastián Piñera        |
| Giovanna Rossi Bizjak          |         | Ind.    | 6 de diciembre de 2012   | 10 de octubre de 2013   |               | Sebastián Piñera        |
| Segisfredo Hurtado Guerrero    |         | UDI     | 10 de octubre de 2013    | 11 de marzo de 2014     |               | Sebastián Piñera        |
| Sergio Fernando Carvajal Salas |         | PCCh    | 11 de marzo de 2014      | 11 de marzo de 2018     |               | Michelle Bachelet       |
| Daniela Vecchiola Riquelme     |         | UDI     | 11 de marzo de 2018      | 14 de julio de 2021     |               | Sebastián Piñera        |

### Delegado Presidencial Provincial (Desde 2021)

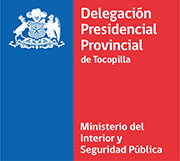
Logotipo de la Delegación Presidencial Provincial de Tocopilla desde 2021.

Nuevo cargo que reemplaza la figura de Gobernador provincial.
| Delegado(a)                   | Partido | Partido | Inicio              | Final               | Presidente(a) | Presidente(a)    |
| ----------------------------- | ------- | ------- | ------------------- | ------------------- | ------------- | ---------------- |
| Daniela Vecchiola Riquelme    |         | UDI     | 14 de julio de 2021 | 11 de marzo de 2022 |               | Sebastián Piñera |
| Rossana Montero Morales       |         | FRVS    | 11 de marzo de 2022 | 11 de enero de 2023 |               | Gabriel Boric    |
| Miguel Ballesteros Candia (s) |         | RD      | 12 de enero de 2023 | 28 de enero de 2023 |               | Gabriel Boric    |
| Rachel Cortés Cortés          |         | FRVS    | 28 de enero de 2023 | En el cargo         |               | Gabriel Boric    |
| Rachel Cortés Cortés          |         | FRVS    | 28 de enero de 2023 | En el cargo         |               | Gabriel Boric    |